# Peru nos Jogos Olímpicos
O Peru fez sua primeira aparição oficial nos Jogos Olímpicos nos Jogos Olímpicos de Verão de 1936 em Berlim. Todavia, algumas fontes consideram Carlos de Candamo, um esgrimista que competiu nos eventos do florete e sabre nos Jogos Olímpicos de Verão de 1900, de nacionalidade peruana e, portanto, o primeiro atleta olímpico do país. Desde 1936, o país participou de todas menos uma edição dos Jogos Olímpicos de Verão, perdendo apenas a edição de 1952. A primeira participação do Peru nos Jogos Olímpicos de Inverno foi em Vancouver 2010.
Atletas peruanos ganharam um total de quatro medalhas, três no Tiro Esportivo e uma no Voleibol.
O Comitê Olímpico Nacional do Peru foi criado em 1924 e reconhecido pelo COI em 1936.

## Medalhistas
| Medalha          | Nome | Jogos            | Esporte  | Evento                   |
| ---------------- | --- | ---------------- | -------- | ------------------------ |
| Medalha de ouro  | Edwin Vásquez | 1948 Londres     | Tiro     | Pistola 50m masculino    |
| Medalha de prata | Francisco Boza | 1984 Los Angeles | Tiro     | Fossa Olímpica masculino |
| Medalha de prata | Time nacional de vôlei Luisa Cervera, Denisse Fajardo, Miriam Gallardo, Rosa Garcia, Alejandra de la Guerra, Sonia Heredia, Katherine Horny, Natalia Malaga, Gabriela Pérez del Solar, Cecilia Tait, Gina Torrealva, Cenaida Uribe | 1988 Seul        | Voleibol | Competição feminina      |
| Medalha de prata | Juan Giha | 1992 Barcelona   | Tiro     | Skeet masculino          |